# オリグバッジョ・イスマイラ
オリグバッジョ・イスマイラ（Origbaajo Ismaila, 1998年8月4日 - ）は、ナイジェリア・クワラ州イロリン出身のプロサッカー選手。ポジションはフォワード。

## 来歴
ロイヤル・フットボールアカデミーを経て、2016年にゲートウェイFCへ加入し、同年、U-17ナイジェリア代表でもプレーした。2017年はバリガ・プロフェッショナルFCに所属し、2018年はモーリシャスのセルクル・ド・ジョアシャンSCへ期限付き移籍した。
2019年4月、福島ユナイテッドFCへ移籍加入した。5月19日、J3リーグ第9節のAC長野パルセイロ戦で初ゴールを決めた。
2020年6月、新型コロナウイルスの影響で延期されていたJ3リーグで、開幕戦となったヴァンラーレ八戸戦で先制点を挙げた。これは同年のJ3リーグのシーズン最初のゴールとなった。8月9日のカマタマーレ讃岐戦ではハットトリックを達成するなど得点を重ね、同年のリーグ戦で33試合に出場しチームトップの13得点を挙げた。
2021年7月9日、京都サンガF.C.に完全移籍により加入した。
2022年は出場機会が少なくリーグ戦での得点はなかったものの、天皇杯で2ゴールをマークした。
2023年2月、モルドバ1部のFCシェリフ・ティラスポリへ期限付き移籍。
2023年7月13日、栃木SCへ期限付き移籍。2024年1月には栃木SCに完全移籍した。2024年11月26日、栃木SCを契約満了。
2025年3月11日、SC相模原に加入したが出番は少なく、同年8月5日、移籍を前提としてチームを離脱した（のちにベトナム・Vリーグ1のベカメックス・ホーチミン・シティFCへ移籍）。

## 所属クラブ
- 2014年  ロイヤル・フットボールアカデミー (出身校：Ideal comprehensive high school)[1]
- 2016年  ゲートウェイ・ユナイテッドFC（英語版）
- 2017年 - 2018年  バリガ・プロフェッショナルFC
  - 2018年  セルクル・ド・ジョアシャンSC（英語版）（期限付き移籍）
- 2019年4月 - 2021年7月  福島ユナイテッドFC
- 2021年7月 - 2023年  京都サンガF.C.
  - 2023年2月 - 同年7月  FCシェリフ・ティラスポリ（期限付き移籍）
  - 2023年7月 - 同年12月  栃木SC（期限付き移籍）
- 2024年  栃木SC
- 2025年3月 - 同年8月  SC相模原
- 2025年8月 -  ベカメックス・ホーチミン・シティFC

## 個人成績
| 国内大会個人成績 | 国内大会個人成績 | 国内大会個人成績 | 国内大会個人成績 | 国内大会個人成績 | 国内大会個人成績 | 国内大会個人成績 | 国内大会個人成績 | 国内大会個人成績 | 国内大会個人成績 | 国内大会個人成績 | 国内大会個人成績 |
| 年度             | クラブ           | 背番号           | リーグ           | リーグ戦         | リーグ戦         | リーグ杯         | リーグ杯         | オープン杯       | オープン杯       | 期間通算         | 期間通算         |
| 年度             | クラブ           | 背番号           | リーグ           | 出場             | 得点             | 出場             | 得点             | 出場             | 得点             | 出場             | 得点             |
| 日本             | 日本             | 日本             | 日本             | リーグ戦         | リーグ戦         | リーグ杯         | リーグ杯         | 天皇杯           | 天皇杯           | 期間通算         | 期間通算         |
| ---------------- | ---------------- | ---------------- | ---------------- | ---------------- | ---------------- | ---------------- | ---------------- | ---------------- | ---------------- | ---------------- | ---------------- |
| 2019             | 福島             | 20               | J3               | 19               | 4                | -                | -                | -                | -                | 19               | 4                |
| 2020             | 福島             | 9                | J3               | 33               | 13               | -                | -                | -                | -                | 33               | 13               |
| 2021             | 福島             | 9                | J3               | 14               | 8                | -                | -                | -                | -                | 14               | 8                |
| 2021             | 京都             | 39               | J2               | 16               | 3                | -                | -                | 1                | 0                | 17               | 3                |
| 2022             | 京都             | 39               | J1               | 10               | 0                | 5                | 0                | 4                | 2                | 19               | 2                |
| モルドバ         | モルドバ         | モルドバ         | モルドバ         | リーグ戦         | リーグ戦         | リーグ杯         | リーグ杯         | オープン杯       | オープン杯       | 期間通算         | 期間通算         |
| 2022-23          | シェリフ         | 99               | スーペル         | 8                | 2                | -                | -                | 4                | 3                | 12               | 5                |
| 日本             | 日本             | 日本             | 日本             | リーグ戦         | リーグ戦         | リーグ杯         | リーグ杯         | 天皇杯           | 天皇杯           | 期間通算         | 期間通算         |
| 2023             | 栃木             | 99               | J2               | 15               | 4                | -                | -                | 1                | 0                | 16               | 4                |
| 2024             | 栃木             | 9                | J2               | 17               | 1                | 1                | 0                | 1                | 0                | 19               | 1                |
| 2025             | 相模原           | 99               | J3               | 8                | 0                | 1                | 0                | 0                | 0                | 9                | 0                |
| 通算             | 日本             | 日本             | J1               | 10               | 0                | 5                | 0                | 4                | 2                | 19               | 2                |
| 通算             | 日本             | 日本             | J2               | 48               | 8                | 1                | 0                | 3                | 0                | 52               | 5                |
| 通算             | 日本             | 日本             | J3               | 74               | 25               | 1                | 0                | 0                | 0                | 75               | 25               |
| 通算             | モルドバ         | モルドバ         | スーペル         | 8                | 2                | -                | -                | 4                | 3                | 12               | 5                |
| 総通算           | 総通算           | 総通算           | 総通算           | 140              | 35               | 7                | 0                | 11               | 5                | 158              | 40               |

出場歴
- Jリーグ初出場 - 2019年4月28日 J3第7節 vsヴァンラーレ八戸（ダイハツスタジアム）
- Jリーグ初得点 - 2019年5月19日 J3第9節 vsAC長野パルセイロ（とうほう・みんなのスタジアム）

## 代表歴
- 2016年  U-17ナイジェリア代表